# جوناثان كاميرون
جوناثان كاميرون (بالإنجليزية: Jonathan Cameron)‏ (1868 بغلاسكو في المملكة المتحدة - ) هو مدرب كرة قدم ولاعب كرة قدم بريطاني (وحمل سابقاً جنسية المملكة المتحدة لبريطانيا العظمى وأيرلندا) في مركز الدفاع. لعب مع نادي ليفربول.